# دوازده دقیقه (بازی ویدئویی)
دوازده دقیقه (به انگلیسی: Twelve Minutes) یک بازی ویدئویی در سبک ماجراجویی است که توسط لوئیس آنتونیو توسعه یافته و به‌وسیلهٔ آناپورنا اینتراکتیو ابتدا در ۱۹ اوت ۲۰۲۱ برای ایکس‌باکس وان، مایکروسافت ویندوز و ایکس‌باکس سری اکس/اس  منتشر شده است. نسخهٔ کنسول‌های پلی‌استیشن ۴، پلی‌استیشن ۵ و نینتندو سوئیچ این بازی نیز در ۷ دسامبر ۲۰۲۱، عرضه شد.

## گیم پلی
دوربین بازی سوم شخص و از زاویه بالا و سقف خانه است. گیم پلی بازی در کلیک کردن و کشیدن اجزای مختلف به وسیله موس خلاصه می‌شود. بازیکن در تمام بازی در یک حلقه زمانی گرفتار شده و باید سعی کند راهی پیدا کند تا از آن خارج شود.

## داستان
بازی داستان مردی را روایت می‌کند که خسته از کار به خانه برگشته و همسرش با خبر باردار بودن او را غافلگیر می‌کند. این روز قرار است بهترین روز زندگی او باشد اما ناگهان مردی که خود را مأمور پلیس معرفی می‌کند، وارد خانه شده و زن را به قتل پدرش متهم کرده و این روز را به جهنمی برای خانواده تبدیل می‌کند…

## صداگذاری و گویندگی
در بازی چهره شخصیت‌ها قابل مشاهده نیست و تمام بار شخصیت پردازی افراد بر عهده صداپیشگان آنهاست. بازیگران مطرحی در این بازی به جای شخصیت‌های مختلف آن حرف می‌زنند. جیمز مک‌آووی صداپیشه شخصیت اصلی بازی است، همسر مرد دربازی با صداپیشگی دیزی ریدلی حضور دارد. مرد پلیس سیاه‌پوش بازی نیز با صدای ویلم دفو کاملاً شخصیت پردازی ترسناک خود را به مخاطب نشان می‌دهد.